# ابن عنین
محمد بن نصر انصاری دمشقی شهرت‌یافته به ابن عُنین (۱۰ اکتبر ۱۱۵۴–۳ ژانویه ۱۲۳۳) شاعر و نویسنده شامی بود. «تاریخ العزیزی» اثر اوست.